# Републикански път III-664
Републикански път IIІ-664 е третокласен път, част от Републиканската пътна мрежа на България, преминаващ по територията на области Стара Загора и Пловдив. Дължината му е 32 км.
Пътят се отклонява надясно при 106,3 км на Републикански път II-66 в западната част на град Чирпан и се насочва на север през югозападната част на Чирпанските възвишения. След 1,6 км пресича автомагистрала „Тракия“ и след като преодолее нисък вододел слиза в долината на Омуровска река (ляв приток на Марица) и продължава нагоре по долината ѝ през селата Партизанин, Горно Белево и Братя Даскалови. След последното завива на северозапад, минава през село Православ, насочва се на запад, навлиза в Пловдивска област и в центъра на град Брезово се свързва с Републикански път II-56 при неговия 63,4 км.
| Пътища, отклоняващи се надясно (населено място, № на пътя, посока на пътя) | Км   | Пътища, отклоняващи се наляво (посока на пътя, № на пътя, населено място)                         |
| -------------------------------------------------------------------------- | ---- | ------------------------------------------------------------------------------------------------- |
| Община Чирпан, Област Стара Загора, II-66, 106,3 км, гр. Чирпан →          | 0,0  | → гр. Чирпан, 106,3 км, II-66, Област Стара Загора, Община Чирпан                                 |
| автомагистрала „Тракия“, 175 км ←                                          | 1,6  | ← 175 км, автомагистрала „Тракия“                                                                 |
| Община Братя Даскалови                                                     | 7,7  | Община Братя Даскалови                                                                            |
|                                                                            | 8,6  | ← 43,9 км III-565 (от 94,9 км на II-56)                                                           |
| с. Партизанин                                                              | 10,7 | с. Партизанин                                                                                     |
| с. Горно Белево                                                            | 12,7 | с. Горно Белево                                                                                   |
| (от 36,1 км на II-56) III-5603, 28,5 км, с. Братя Даскалови →              | 18,3 | → с. Братя Даскалови, общински път (за с. Гранит)                                                 |
| (за селата Верен и Малък дол) общински път, с. Братя Даскалови ←           | 19,1 | с. Братя Даскалови                                                                                |
| (за с. Верен) общински път, с. Православ ←                                 | 25,8 | с. Православ                                                                                      |
| Община Брезово, Област Пловдив                                             | 28,7 | Област Пловдив, Община Брезово                                                                    |
| (от гр. Шипка) II-56, 63,4 км, гр. Брезово → .                             | 32,0 | → гр. Брезово, 63,4 км, II-56 (до гр. Пловдив) ← гр. Брезово, 23,2 км III-666 (от с. Плодовитово) |